# بوبرهای رنگین
بوبرهای رنگین (نام علمی: Chlorocichla) نام یک سرده از تیره خرمابلبلان است.